# Liste der Naturdenkmale in Braunschweig
Diese Liste beinhaltet die Naturdenkmale, die in Braunschweig liegen. Bis 2020 wurden in Braunschweig insgesamt 33 Objekte als Naturdenkmale ausgewiesen. Von diesen sind fünf Objekte heute nicht mehr vorhanden. Im Oktober 2020 kamen 45 neu verordnete Naturdenkmale dazu. Bei den Naturdenkmalen unterscheidet man zwischen flächenhaften und linienhaften Objekten und Einzelobjekten.

## Übersicht
| Bild                          | Bezeichnung                                                 | Ort, Lage                                                                                               | Beschreibung | Schutzzweck | Nummer  |
| ----------------------------- | ----------------------------------------------------------- | --- | --- | --- | ------- |
| BW                            | Eiche                                                       | Theaterpark (52° 16′ 0,3″ N, 10° 31′ 57,5″ O)                                                           | (heute nicht mehr vorhanden) | | ND-BS1  |
| BW                            | Blutbuche                                                   | Museumpark (52° 15′ 54,4″ N, 10° 31′ 57,1″ O)                                                           | (heute nicht mehr vorhanden) | | ND-BS2  |
| Fotos hochladen               | Echte Sumpfzypresse (Taxodium distichum)                    | Am Löwenwall (52° 15′ 31″ N, 10° 31′ 49,8″ O)                                                           | Der Baum hatte 2014 eine Höhe von 26 Metern, einen Stammumfang von 408 cm und einen Kronendurchmesser von 15 Metern. Geschützt seit 1959. | | ND-BS3  |
| Fotos hochladen               | Echte Sumpfzypresse (Taxodium distichum)                    | Kiryat-Tivon-Park (52° 15′ 28,6″ N, 10° 31′ 16,1″ O)                                                    | Heute nicht mehr vorhanden. Die Sumpfzypresse befand sich am Nördlichen Ufer des Teiches im Kiryat-Tivon-Park. Aufgrund von Faulstellen im Wurzelbereich wurde das Naturdenkmal zur Fällung freigegeben und am 17. Dezember 2014 gefällt. Der Baum hatte 2014 eine Höhe von 27 Metern, einen Stammumfang von 390 cm und einen Kronendurchmesser von 16 Metern. | | ND-BS4  |
| mehr Fotos \| Fotos hochladen | Platane                                                     | Lessingplatz (52° 15′ 32,3″ N, 10° 31′ 26,8″ O)                                                         | Geschützt seit 1959. | | ND-BS5  |
| BW                            | Platane                                                     | Inselwall (52° 16′ 10,7″ N, 10° 30′ 59,4″ O)                                                            | (heute nicht mehr vorhanden) | | ND-BS6  |
| mehr Fotos \| Fotos hochladen | Friedrich-Wilhelm-Eiche                                     | Petritorwall, Ecke Am neuen Petritore (52° 16′ 5″ N, 10° 30′ 50,9″ O)                                   | Geschützt seit 1959. | | ND-BS7  |
| Fotos hochladen               | Pyramideneiche                                              | Am Wendentor (52° 16′ 19,7″ N, 10° 31′ 29,3″ O)                                                         | Geschützt seit 1959. | | ND-BS8  |
| Fotos hochladen               | Eiche                                                       | Veltenhof Unter den Linden (52° 18′ 17,9″ N, 10° 29′ 19,2″ O)                                           | Geschützt seit 1959. | | ND-BS9  |
| BW                            | 3 Rotbuchen                                                 | Charlottenhöhe (52° 14′ 34,2″ N, 10° 31′ 52,5″ O)                                                       | Geschützt seit 1959. | | ND-BS10 |
| BW                            | Buche                                                       | Celler Straße 25 (52° 16′ 17,6″ N, 10° 30′ 23,4″ O)                                                     | (ehemals in der Südwestecke des Grundstücks) | | ND-BS11 |
| BW                            | Buchen, Fächerblattbaum                                     | Privatgarten Wollmarkt (52° 16′ 10,9″ N, 10° 31′ 11,3″ O)                                               | Geschützt seit 1959. | | ND-BS12 |
| mehr Fotos \| Fotos hochladen | Jödebrunnen                                                 | Bei der Weststadt (52° 15′ 8,7″ N, 10° 29′ 51,7″ O)                                                     | Steingefasstes Wasserbecken mit Holzpipenleitung zum Altstadtmarktbrunnen seit 1345, Natur-, Bau- und Kulturdenkmal seit 2010. Geschützt seit 1959. | | ND-BS13 |
| Fotos hochladen               | Raffteich                                                   | Westpark (52° 15′ 34,9″ N, 10° 27′ 21,6″ O)                                                             | Der oberste Raffteich ist seit 1959 als Quellteich ein Naturdenkmal mit eingeschränkter Badeerlaubnis. | | ND-BS14 |
| Fotos hochladen               | Alte Landwehr                                               | Bei Veltenhof (52° 18′ 4″ N, 10° 29′ 54,9″ O)                                                           | Geschützt seit 1959. | | ND-BS15 |
| Fotos hochladen               | Schwedenkanzel                                              | Bei Veltenhof (52° 18′ 10,8″ N, 10° 29′ 4,2″ O)                                                         | Ortsfriedhof von Veltenhof. Geschützt seit 1959. | | ND-BS16 |
| mehr Fotos \| Fotos hochladen | Spring                                                      | Bei Mascherode (52° 12′ 59,8″ N, 10° 33′ 27,4″ O)                                                       | Sprudelnder Quellteich. 1977 als Naturdenkmal ausgewiesen. | | ND-BS17 |
| BW                            | Bergahorn                                                   | Weststadt Traunstraße (52° 14′ 47″ N, 10° 29′ 1″ O)                                                     | 1977 als Naturdenkmal ausgewiesen. | | ND-BS18 |
| BW                            | Kastanie (2 Kastanien)                                      | Melverode Bolkenhainstraße (52° 13′ 42,5″ N, 10° 31′ 1,5″ O)                                            | 1977 als Naturdenkmal ausgewiesen. Nach einem Windbruchschaden, den eine der Kastanien in den 1990er Jahren erlitt, erholte sich diese nicht und wurde 2005 aus der Liste genommen, da sie nicht mehr die Kriterien eines Naturdenkmals erfüllte. | | ND-BS19 |
| mehr Fotos \| Fotos hochladen | Ziegeleiteich                                               | Querum (52° 18′ 1,1″ N, 10° 33′ 51,8″ O)                                                                | 1978 als Naturdenkmal ausgewiesen. | | ND-BS20 |
| Fotos hochladen               | Stieleiche                                                  | an der ehemaligen Bahnlinie südöstlich des Gieseberges bei Dibbesdorf (52° 18′ 2,9″ N, 10° 35′ 34,3″ O) | 1959 vom Landkreis Braunschweig als Naturdenkmal ausgewiesen. | | ND-BS21 |
| mehr Fotos \| Fotos hochladen | Fuhsekanal                                                  | Zwischen Weststadt/Broitzem und Stiddien (52° 14′ 2,8″ N, 10° 27′ 41″ O)                                | 1982 als Naturdenkmal ausgewiesen. | | ND-BS22 |
| mehr Fotos \| Fotos hochladen | Kleines Quellmoor und mäandrierender, periodischer Bachlauf | Querumer Forst, nördlich von Querum (52° 18′ 31″ N, 10° 33′ 22″ O)                                      | Das kleine Quellmoor ist zusammen mit einem mäandrierenden, periodischen Bachlauf als Naturdenkmal ausgewiesen. Schutzzweck ist die Erhaltung und ungestörte Weiterentwicklung des ökologisch wertvollen Moores zum Moorbirken-Erlen-Bruchwald sowie die Erhaltung eines seltenen Winkelseggen-Erlensaumes. Geschützt seit 1987.                               | | ND-BS23 |
| mehr Fotos \| Fotos hochladen | Sandmagerrasen um den Schlossberg                           | Nördlich von Kralenriede (52° 18′ 41,8″ N, 10° 32′ 1,3″ O)                                              | Erhaltung des durch Eichenwald abgeschirmten Sandmagerrasens mit krautreichen Säumen des Schlossbergs für die dort vorhandenen seltenen Pflanzengesellschaften, geschützt seit 1987. | | ND-BS24 |
| mehr Fotos \| Fotos hochladen | Bullenteich                                                 | Nördlich des Siegfriedviertels beim Dowesee (52° 17′ 29″ N, 10° 33′ 38,9″ O)                            | Weiterentwicklung des Moorsees und seiner Randbereiche als Lebensraum seltener Tier- und Pflanzenarten. Geschützt seit 1987. | | ND-BS25 |
| mehr Fotos \| Fotos hochladen | Dolinen Ölper Holz                                          | Ölper Holz bei Lehndorf (52° 16′ 57″ N, 10° 28′ 30″ O)                                                  | Erhaltung der Dolinentümpel und -sümpfe mit Sumpffarn- und Wasserfederbeständen, geschützt seit 1987. | | ND-BS26 |
| mehr Fotos \| Fotos hochladen | Kreißberg                                                   | Bürgerpark (52° 14′ 52,4″ N, 10° 31′ 21,4″ O)                                                           | geschützt seit 1987. | Erhaltung wertvoller submediterran geprägter, wärmeliebender und an Halbschattenbedingungen angepasster Saumvegetation                                        | ND-BS27 |
| mehr Fotos \| Fotos hochladen | Bachmäander                                                 | In der Buchhorst (52° 15′ 32″ N, 10° 36′ 12,6″ O)                                                       | Erhaltung des geomorphologisch eigenartigen Erscheinungsbildes des Bachlaufes mit uferbegleitender Vegetation in einer Breite von 5 m beiderseits des Baches, geschützt seit 1987. | Erhaltung des geomorphologisch eigenartigen Erscheinungsbildes des Bachlaufes mit uferbegleitender Vegetation                                                 | ND-BS28 |
| BW                            | Landwehr im Rautheimer Holz                                 | Bei Mascherode (52° 13′ 16,2″ N, 10° 34′ 55,2″ O)                                                       | geschützt seit 1987. | Erhaltung der vegetationskundlich wertvollen Wallanlage mit seltenem Orchideenvorkommen                                                                       | ND-BS29 |
| mehr Fotos \| Fotos hochladen | Winterschachtelhalm-Eichen-Hainbuchen-Wald                  | Bei Stöckheim (52° 12′ 31,3″ N, 10° 32′ 37,3″ O)                                                        | Teil des Stöckheimer Forsts, geschützt seit 1987. | | ND-BS30 |
| BW                            | Talmoor                                                     | Bei Dibbesdorf (52° 17′ 39,5″ N, 10° 38′ 1″ O)                                                          | Teil des Dibbesdorfer Holzes, geschützt seit 1987. | Sicherung der ungestörten Weiterentwicklung des ökologisch wertvollen Talmoores und seiner Randbereiche                                                       | ND-BS31 |
| Fotos hochladen               | Klostermauer des Klosters Riddagshausen                     | Riddagshausen (52° 16′ 5,1″ N, 10° 34′ 28,2″ O)                                                         | ⊙ | Erhaltung der seltenen Mauervegetation mit Mauerraute, Färber-Hundskamille, Nickender Distel, Echter Hundszunge und Gelbem Lerchensporn, geschützt seit 1987. | ND-BS32 |
| mehr Fotos \| Fotos hochladen | Eiche                                                       | Mascherode (52° 13′ 29″ N, 10° 33′ 56,8″ O)                                                             | Friedenseiche, geschützt seit 1987. | | ND-BS33 |
| BW                            | Stieleiche (Quercus robur)                                  | Rühme Grundschule (52° 18′ 24,2″ N, 10° 31′ 3,9″ O)                                                     | geschützt seit 2020. | Eigenart und Schönheit | ND-BS34 |
| BW                            | Stieleiche (Quercus robur)                                  | Neupetritor (52° 16′ 10,9″ N, 10° 30′ 21,7″ O)                                                          | geschützt seit 2020. | Eigenart und Schönheit | ND-BS35 |
| BW                            | Stieleiche (Quercus robur)                                  | Innenstadt Löbbeckes Garten (52° 16′ 19,1″ N, 10° 31′ 15,2″ O)                                          | geschützt seit 2020. | Eigenart und Schönheit | ND-BS36 |
| BW                            | Stieleiche (Quercus robur)                                  | Innenstadt Basteigraben (52° 16′ 9,3″ N, 10° 31′ 9,4″ O)                                                | geschützt seit 2020. | Eigenart und Schönheit | ND-BS37 |
| Fotos hochladen               | Platane (Platanus acerifolia)                               | Innenstadt Gaußpark (52° 16′ 13,8″ N, 10° 31′ 5,2″ O)                                                   | geschützt seit 2020. | Eigenart und Schönheit | ND-BS38 |
| BW                            | Stieleiche (Quercus robur)                                  | Querum Waggumer Weg (52° 18′ 1,1″ N, 10° 33′ 38″ O)                                                     | geschützt seit 2020. | Eigenart und Schönheit | ND-BS39 |
| BW                            | Stieleiche (Quercus robur)                                  | Geitelde (52° 12′ 35,8″ N, 10° 28′ 13″ O)                                                               | geschützt seit 2020. | Eigenart und Schönheit | ND-BS40 |
| BW                            | Platane (Platanus acerifolia)                               | Innenstadt Inselwall (52° 16′ 4,3″ N, 10° 30′ 55,6″ O)                                                  | geschützt seit 2020. | Eigenart und Schönheit | ND-BS41 |
| BW                            | Stieleiche (Quercus robur)                                  | Waggum (52° 19′ 33,5″ N, 10° 33′ 27,7″ O)                                                               | geschützt seit 2020. | Eigenart und Schönheit | ND-BS42 |
| BW                            | Säuleneiche (Quercus robur ‘Fastigiata‘)                    | Lehndorf Teichstraße (52° 16′ 14,6″ N, 10° 29′ 21,2″ O)                                                 | geschützt seit 2020. | Eigenart und Schönheit | ND-BS43 |
| Fotos hochladen               | Platane (Platanus acerifolia)                               | Innenstadt Löbbeckes Garten (52° 16′ 18,5″ N, 10° 31′ 11,4″ O)                                          | geschützt seit 2020. | Eigenart und Schönheit | ND-BS44 |
| Fotos hochladen               | Sumpfzypressen (Taxodium distichum)                         | Innenstadt (52° 16′ 20,5″ N, 10° 31′ 8,4″ O)                                                            | ⊙, geschützt seit 2020. | Eigenart und Schönheit | ND-BS45 |
| BW                            | Rotbuche (Fagus sylvatica)                                  | Innenstadt (52° 16′ 13,6″ N, 10° 31′ 7,6″ O)                                                            | geschützt seit 2020. | Eigenart und Schönheit | ND-BS46 |
| BW                            | Säuleneiche (Quercus robur ‘Fastigiata‘)                    | Innenstadt (52° 16′ 20,1″ N, 10° 31′ 27,4″ O)                                                           | geschützt seit 2020. | Eigenart und Schönheit sowie landeskundlicher Grund | ND-BS47 |
| BW                            | 3 × Flügelnuss (Pterocarya fraxinifolia)                    | Altewiek Viewegsgarten (52° 15′ 21,6″ N, 10° 32′ 20,4″ O)                                               | ⊙, geschützt seit 2020. | Seltenheit und Schönheit | ND-BS48 |
| BW                            | Säuleneiche (Quercus robur ‘Fastigiata‘)                    | Lehndorf An der Schule (52° 16′ 16″ N, 10° 29′ 3″ O)                                                    | geschützt seit 2020. | Eigenart und Schönheit | D-BS49  |
| BW                            | Rotbuche (Fagus sylvatica)                                  | Ölper (52° 17′ 17,4″ N, 10° 29′ 44,2″ O)                                                                | geschützt seit 2020. | Eigenart und Schönheit | ND-BS50 |
| BW                            | Blutbuche (Fagus sylvatica f. purpurea)                     | Altewiek (52° 15′ 15,3″ N, 10° 31′ 43,5″ O)                                                             | geschützt seit 2020. | Eigenart und Schönheit | ND-BS51 |
| BW                            | Stieleiche (Quercus robur)                                  | Rühme Grundschule, (näher am Gebäude) (52° 18′ 24,2″ N, 10° 31′ 4,1″ O)                                 | geschützt seit 2020. | Eigenart und Schönheit | D-BS52  |
| BW                            | Rosskastanie (Aesculus hippocastanum)                       | Wilhelmitor (52° 15′ 13,1″ N, 10° 29′ 48,4″ O)                                                          | geschützt seit 2020. | Eigenart und Schönheit und landeskundlicher/naturgeschichtlicher Grund                                                                                        | ND-BS53 |
| Fotos hochladen               | Gruppe aus 8 Rosskastanien (Aesculus hippocastanum)         | Innenstadt (52° 16′ 15,4″ N, 10° 31′ 13,5″ O)                                                           | ⊙, geschützt seit 2020. | Eigenart und Schönheit | ND-BS54 |
| BW                            | Rotbuche (Fagus sylvatica)                                  | Hagen Langer Kamp (52° 16′ 29,2″ N, 10° 32′ 22″ O)                                                      | geschützt seit 2020. | Eigenart und Schönheit | ND-BS55 |
| BW                            | Blutbuche (Fagus sylvatica f. purpurea)                     | Innenstadt Wendentorwall (52° 16′ 19,6″ N, 10° 31′ 36,2″ O)                                             | geschützt seit 2020. | Eigenart und Schönheit | ND-BS56 |
| BW                            | Ginkgo (Ginkgo biloba)                                      | Altewiek (52° 15′ 16,5″ N, 10° 31′ 58,4″ O)                                                             | geschützt seit 2020. | Eigenart und Schönheit | ND-BS57 |
| BW                            | Stieleiche (Quercus robur)                                  | Thune (52° 20′ 15,9″ N, 10° 30′ 31,4″ O)                                                                | geschützt seit 2020. | Eigenart und Schönheit und landeskundlicher/naturgeschichtlicher Grund                                                                                        | ND-BS58 |
| BW                            | Rosskastanie (Aesculus hippocastanum)                       | Bevenrode (52° 20′ 29,7″ N, 10° 34′ 37″ O)                                                              | geschützt seit 2020. | Eigenart und Schönheit | ND-BS59 |
| BW                            | Roteiche (Quercus rubra)                                    | Buchhorst (52° 15′ 43,7″ N, 10° 35′ 24,2″ O)                                                            | geschützt seit 2020. | Eigenart und Schönheit und landeskundlicher/naturgeschichtlicher Grund                                                                                        | ND-BS60 |
| BW                            | Stieleiche (Quercus robur)                                  | Buchhorst (52° 15′ 43,9″ N, 10° 35′ 22,2″ O)                                                            | geschützt seit 2020. | Eigenart und Schönheit und landeskundlicher/naturgeschichtlicher Grund                                                                                        | ND-BS61 |
| BW                            | Ulme (Ulmus spec.)                                          | Innenstadt Gaußberg (52° 16′ 19,1″ N, 10° 31′ 24,1″ O)                                                  | geschützt seit 2020. | Eigenart und Schönheit und landeskundlicher/naturgeschichtlicher Grund                                                                                        | ND-BS62 |
| BW                            | Sumpfzypresse (Taxodium distichum)                          | Hagen (52° 17′ 35,1″ N, 10° 31′ 50,6″ O)                                                                | geschützt seit 2020. | Eigenart und Schönheit und naturgeschichtlicher Grund. | ND-BS63 |
| BW                            | Japanische Zelkove (Zelkova serrata)                        | Hagen (52° 17′ 30,9″ N, 10° 31′ 58,4″ O)                                                                | geschützt seit 2020. | Eigenart und Schönheit | ND-BS64 |
| BW                            | Rotbuche (Fagus sylvatica)                                  | Hagen Arboretum (52° 16′ 16,1″ N, 10° 31′ 57,3″ O)                                                      | geschützt seit 2020. | Eigenart und Schönheit und naturgeschichtlicher Grund. | ND-BS65 |
| BW                            | Blutbuche (Fagus sylvatica f. purpurea)                     | Hagen (52° 17′ 33,9″ N, 10° 31′ 57,2″ O)                                                                | geschützt seit 2020. | Eigenart und Schönheit | ND-BS66 |
| BW                            | Säuleneiche (Quercus robur ‘Fastigiata‘)                    | Hohetor (52° 15′ 46,7″ N, 10° 30′ 33,8″ O)                                                              | geschützt seit 2020. | Eigenart und Schönheit und naturgeschichtlicher Grund. | ND-BS67 |
| BW                            | Stieleiche (Quercus robur)                                  | Altewiek (52° 15′ 32,1″ N, 10° 32′ 51,7″ O)                                                             | geschützt seit 2020. | Eigenart und Schönheit | ND-BS68 |
| BW                            | Stieleiche (Quercus robur)                                  | Querum An der Bahn (52° 18′ 51,6″ N, 10° 31′ 59,8″ O)                                                   | geschützt seit 2020. | Eigenart und Schönheit | ND-BS69 |
| BW                            | Blutbuche (Fagus sylvatica f. purpurea)                     | Innenstadt Inselwall (52° 16′ 10,7″ N, 10° 30′ 59,4″ O)                                                 | geschützt seit 2020. | Eigenart und Schönheit | ND-BS70 |
| mehr Fotos \| Fotos hochladen | Stieleiche (Quercus robur)                                  | Stöckheim (52° 12′ 35″ N, 10° 31′ 18,9″ O)                                                              | geschützt seit 2020. | Eigenart und Schönheit | ND-BS71 |
| BW                            | Rotbuche (Fagus sylvatica)                                  | Hagen Gliesmaroder Straße (52° 16′ 28,5″ N, 10° 32′ 24,3″ O)                                            | geschützt seit 2020. | Eigenart und Schönheit | ND-BS72 |
| BW                            | Stieleiche (Quercus robur)                                  | Rautheim (52° 14′ 24,5″ N, 10° 35′ 2,9″ O)                                                              | geschützt seit 2020. | Eigenart und Schönheit | ND-BS73 |
| BW                            | Ulme (Ulmus spec.)                                          | Innenstadt An der Neustadtmühle (52° 16′ 10,4″ N, 10° 31′ 4,9″ O)                                       | geschützt seit 2020. | Eigenart und Schönheit und naturgeschichtlicher Grund | ND-BS74 |
| BW                            | Sumpfzypresse (Taxodium distichum)                          | Innenstadt (52° 16′ 14,4″ N, 10° 31′ 1,1″ O)                                                            | geschützt seit 2020. | Eigenart und Schönheit | ND-BS75 |
| BW                            | Schwarzpappel (Populus nigra)                               | Neupetritor (52° 16′ 10,4″ N, 10° 30′ 51,2″ O)                                                          | geschützt seit 2020. | Eigenart und Schönheit | ND-BS76 |
| BW                            | Rotbuche (Fagus sylvatica)                                  | Hagen Bültenweg (52° 16′ 46,9″ N, 10° 32′ 10,2″ O)                                                      | geschützt seit 2020. | Eigenart und Schönheit | ND-BS77 |
| BW                            | Rotbuche (Fagus sylvatica)                                  | Waggum (52° 19′ 33,3″ N, 10° 33′ 28,6″ O)                                                               | geschützt seit 2020. | Eigenart und Schönheit | ND-BS78 |

(1) Rot unterlegte Objekte sind nicht mehr vorhanden.